# Subniganda bambusoides
Subniganda bambusoides — вид метеликів родини зубницевих (Notodontidae). Описаний у 2023 році. Поширений у передгір'ї Гімалаїв на північному сході Індії та півдні Непалу. Мешкає у бамбукових лісах.